# Krośnieńska Biblioteka Publiczna
Krośnieńska Biblioteka Publiczna – miejska samorządowa instytucja kultury, prowadzona przez Krosno, miasto na prawach powiatu w woj. podkarpackim, nagradzana i wyróżniana w ogólnopolskich konkursach i akcjach promujących czytelnictwo, laureatka m.in. Medalu Biliotheca Magna Perennisque i Nagrody FRDL za wybitne przedsięwzięcia o charakterze kulturowym i kulturotwórczym.

## Historia
Krośnieńska Biblioteka Publiczna w Krośnie jest kontynuatorką tradycji bibliotekarstwa powszechnego, którego tradycje sięgają w Krośnie pocz. XX w. (Biblioteka Towarzystwa Szkoły Ludowej, czytelnie ludowe na Białobrzegach i w Suchodole).
Biblioteka publiczna o statusie biblioteki powiatowej została utworzona w 1947 r. W pierwszym kwartale 1948 r. posiadała 2.377 książek, 820 czytelników i obsługiwała 28 punktów bibliotecznych na terenie pow. krośnieńskiego. 15 stycznia 1949 r. Miejski Komitet Biblioteczny przekazał do użytku odrębną placówkę biblioteczną dla mieszkańców Krosna. Księgozbiór Miejskiej Biblioteki Publicznej powstał z darów społecznych, zakupów w wydawnictwach „Książka”, „Wiedza”, „Czytelnik” oraz książek przekazanych przez Naczelną Dyrekcję Bibliotek Ministerstwa Oświaty.
W 1954 r., w oparciu o pismo Ministerstwa Kultury z dn. 14 lipca i uchwałę Prezydium Powiatowej Rady Narodowej w Krośnie, połączono bibliotekę powiatową z biblioteką miejską. W strukturze Powiatowej i Miejskiej Biblioteki wyodrębniono: Dział Instrukcyjno-Metodyczny, Dział Gromadzenia i Opracowania Zbiorów oraz Dział Udostępniania Zbiorów (wypożyczalnia dla dorosłych, wydzielony księgozbiór dla dzieci, czytelnia i komórka informacyjna). PiMBP nadzorowała 9 bibliotek gromadzkich i 72 punkty biblioteczne w pow. krośnieńskim, w tym 3 w dzielnicach rolniczych Krosna.
W związku ze zmianami w strukturze administracyjnej kraju, 27 sierpnia 1975 r. decyzją Wojewody Krośnieńskiego Powiatowa i Miejska Biblioteka Publiczna uzyskała status biblioteki wojewódzkiej, a wraz z nim nadzór merytoryczny nad siecią bibliotek w dawnych powiatach: bieszczadzkim, brzozowskim, jasielskim, krośnieńskim i sanockim oraz zadanie koordynacji działalności kulturalno-oświatowej w bibliotekach publicznych województwa krośnieńskiego.
W marcu 1999 r., Uchwałą Rady Miasta, Biblioteka została przejęta przez samorząd miejski. Na podstawie nadanego przez organizatora statutu zmieniła nazwę na Krośnieńska Biblioteka Publiczna. Od 1 grudnia 2003 r. pełni również funkcje biblioteki powiatowej.

### Kierownicy i dyrektorzy Biblioteki
- Józef Panek (kierownik, 1 stycznia 1955 – 30 listopada 1960)
- Henryk Olbrycht (kierownik, 1 grudnia 1961 – 31 sierpnia 1965)
- Marian Terlecki (dyrektor, 1 września 1965 – 15 września 1993)
- Teresa Maj (zastępca dyrektora, 1 października 1975 – 30 listopada 1992)
- Teresa Leśniak (dyrektor, 1 stycznia 1994 – 30 stycznia 2018)
- Bogusława Bęben (dyrektor,  1 lipca 2018 – 30 stycznia 2023)[1]
- Elżbieta Staroń (dyrektor, 1 lipca 2023 - )

## Struktura
W strukturze organizacyjnej Biblioteki do bezpośredniej obsługi czytelników wydzielone są:
- Wypożyczalnia Główna
- Czytelnia Główna
- Oddział dla Dzieci
- Filia nr 1 – Polanka, ul. Decowskiego 46
- Filia nr 2 – Suchodół, ul. Grunwaldzka 12
- Filia nr 3 – Os. Traugutta, ul. Witosa 1e
- Filia nr 4 – Os. Tysiąclecia, ul. Krakowska 124
- Filia nr 5 – Białobrzegi, ul. Kopernika 17
- Filia nr 6 – Centrum Multimedialne – Śródmieście, ul. Ordynacka 8
- Filia nr 7 – Os. Turaszówka, ul. Rzeszowska 1

## Obszary działania
Krośnieńska Biblioteka Publiczna gromadzi, opracowuje, udostępnia na miejscu i wypożycza na zewnątrz wydawnictwa zwarte, czasopisma i gazety, dokumenty audiowizualne i elektroniczne. Zbiory o charakterze uniwersalnym liczą: 265.970 książek, 2.450 tomów czasopism oprawnych, 49.072 jednostki inwentarzowe zbiorów specjalnych i 150 tytułów periodyków bieżących.
Biblioteka rejestruje rocznie ok. 14.000 stałych czytelników; średnio dziennie odwiedzana jest przez 700 osób, którym udostępnia ok. 2.000 jednostek zbiorów. Na podstawie zasobów własnych i źródeł zewnętrznych Biblioteka udziela średnio dziennie 200 informacji bibliotecznych, faktograficznych i bibliograficznych.
W oferowanych usługach Biblioteka w wykorzystuje technologię informatyczną. Posiada 80 stanowisk komputerowych (67 do dyspozycji czytelników). W Bibliotece Głównej działa sieć komputerowa (4 serwery i 47 komputerów), w której dostęne są zasoby www, katalogowe i bibliograficzne bazy danych. Informację o zbiorach Biblioteka udostępnia on-line w formie katalogów tworzonych przez wszystkie placówki na jednej instalacji zintegrowanego systemu SOWA2/MARC21, umożliwiającego m.in. automatyzację obsługi czytelników, zdalne rezerwowaniwe i zamawianie wybranych pozycji.
Biblioteka posiada stronę www, tworzy Krośnieńską Bibliotekę Cyfrową i Krośnieńską Bazę Informacji Regionalnej, dokumentujące i popularyzujące dorobek kulturalny regionu w formie cyfrowej.
Jako promotor książki i czytelnictwa Biblioteka jest organizatorem spotkań autorskich, sesji popularnonaukowych, konferencji międzynarodowych, ogólnopolskich i regionalnych, konkursów, warsztatów, zajęć z zakresu edukacji czytelniczej i medialnej. Oferta działań kulturalno-edukacyjnych przeznaczona jest dla wielu grup odbiorców ze szczególnym uwzględnieniem dzieci i młodzieży. 
Osobom starszym i niepełnosprawnym (głównie z dysfunkcją wzroku) Biblioteka oferuje ponad 5.000 tytułów książki mówionej i filmów z funkcją audiodeskrypcji oraz odpowiednie narzędzia do korzystania z komputerów osobistych i książek: MultiLektory, monitor brajlowski, powiększalnik tekstu MyReader, odtwarzacze książki mówionej oraz oprogramowanie udźwiękawiające i powiększające (Jaws Professional, Lunar Plus). Obsługę specjalnych grup użytkowników prowadzi Filia nr 6 - Centrum Multimedialne.
Dotacje zewnętrzne (1.235.000 zł w latach 2004-2011) na realizację działań kulturalno-edukacyjnych Biblioteka pozyskuje w konkursach grantowych, m.in. programach Ministra Kultury i Dziedzictwa Narodowego.
W ramach współpracy z bibliotekami publicznymi w Euroregionie Karpackim Biblioteka jest organizatorem konferencji, seminariów, warsztatów literackich, konkursów dla dzieci i młodzieży.
Biblioteka jest wydawcą Bibliografii Krosna i powiatu krośnieńskiego 2000-2005, półrocznika Krośnieńskie Zeszyty Biblioteczne, materiałów konferencyjnych, katalogów wystaw i zbiorów prac laureatów Krośnieńskiego Konkursu Literackiego. Wydawnictwa Biblioteki są dostępne jako dokumenty elektroniczne w Krośnieńskiej Bibliotece Cyfrowej.
W Bibliotece działają: Dyskusyjny Klub Książki, Literackie Forum Dyskusyjne, Klub Miłośników Filmu, Klub Podróżnika.